# Pole Position : Le Grand Jeu de la Formule 1
Pour les articles homonymes, voir Pole position (homonymie).
Pole Position : Le Grand Jeu de la Formule 1 est un livre-jeu écrit par Marc Francis  en 1986, et édité par Éditions du Rhin,.